# Leonhard Euler
Leonhard Euler (født 15. april 1707 i Basel, Schweiz, død 18. september 1783 i Sankt Petersborg, Rusland) var en schweizisk matematiker og fysiker. Leonhard Euler brugte begrebet "funktion" (først defineret af Leibniz i 1694) til at beskrive et udtryk med parametre, dvs. y = f(x). Euler er også kendt for at være en af de første, som anvendte infinitesimalregning i fysik.

## Liv og værk
Euler blev født og uddannet i Basel, hvor han var et matematisk vidunderbarn. Han flyttede til Sankt Petersborg i 1727. Euler var professor i fysik i Sankt Petersborg 1730-33, og fik i 1733 et professorat samme sted. Euler flyttede i 1741 til det nystiftede akademi i Berlin efter en invitation fra Frederik den Store og arbejdede dér frem til 1766, hvor han vendte tilbage til Sankt Petersborg. Katarina den Store kaldte ham "sin matematiske kyklop", da Euler i 1735 var blevet blind på det ene øje som følge af overanstrengelse. Det franske akademi havde udskrevet en konkurrence om løsningen af et matematisk problem, og han vandt prisen efter 3 døgns intenst arbejde med at finde løsningen. Tabet af det ene øje affejede han med, at det blot betød "færre distraktioner", men som ældre mand pådrog han sig grå stær på det raske øje og var helt blind i 1771.
Han menes at være den mest produktive matematiker nogen sinde. Han dominerede matematikken i det 18. århundrede og udledte mange konsekvenser af den dengang nye infinitesimalregning. Han var blind i de sidste tolv år af sit liv, en periode hvor han producerede næsten halvdelen af sine samlede arbejder.
Eulers navn er knyttet til en mængde formler, sætninger, konstanter m.m., deriblandt Eulers polyedersætning og Euler-diagrammet.
I 1732 viste Euler, at tallet 232+1 ikke, som formodet af Pierre de Fermat, er et primtal, men produktet af de to primtal 641 og 6.700.417. Han indså, at eventuelle primfaktorer måtte være af formen 64k+1, og ved at prøve sig frem fandt han faktoren 641.
Euler efterlod sig også en masse matematiske skrifter på akademiet i Skt. Petersborg, der fortsatte med at udgive hans skrifter 48 år efter hans død. I dag er der udgivet omtrent 75 bind af hans Opera Omnia (hans samlede værker).
Euler var dybt religiøs. En udbredt anekdote, som beretter, at Euler udfordrede Denis Diderot ved Katarina den Stores hof med ordene "hr., (a+b)n/n = x; derfor eksisterer Gud, svar!", er dog forkert.